# شهرستان تایچیان
شهرستان تایچیان (به لاتین: Taiqian County) یک شهرستان‌های جمهوری خلق چین در چین است که در پویانگ واقع شده‌است.